# みぽりんのえくぼ
『みぽりんのえくぼ』は、岡田典子作の手記。文芸社刊。
脳腫瘍のため中学生までしか生きられなかった娘・みぽりんこと美穂の闘病生活を綴った手記で、絵手紙は美穂が闘病中に書いたものである。
なお、この内容は作者本人が回想する形で2007年の『24時間テレビ30 「愛は地球を救う」』の番組内で取り上げられ、3年後の『24時間テレビ 愛は地球を救う33』内にて長瀬智也の主演でテレビドラマ化された（視聴率は19.9%）。

## テレビドラマ

### あらすじ
中学生になったばかりの、えくぼのカワイイ女の子「みぽりん」こと岡崎美穂（木村真那月）は、しっかり者の母・理子（広末涼子）、凝り性でちょっぴりお茶目な父・照生（長瀬智也）、勉強のできる姉・美波（福田麻由子）と幸せに暮らしていた。しかし、中学校の入学式の日、美穂は入学式後の教室で突然体の不調を訴える。病院に運ばれた美穂の症状は治まり、血液検査の結果にも異常はなかった。実は美穂は2歳のとき、白血病を患って入院し、骨髄移植を受けた結果奇跡的に完治した経験を持っていた。かけつけた理子はホッとしたものの、本当に異常がなかったかどうか心配になる。そして、CTスキャン検査にて脳腫瘍が見つかる。
美穂の没後、遺された絵手紙の展示会を見た出版社の関係者から、“闘病記と作品をエッセイにしては”と話が持ちかけられる。

### キャスト
- 岡崎理子 - 広末涼子
- 岡崎照生 - 長瀬智也 (TOKIO)
- 岡崎美波 - 福田麻由子
- 岡崎美穂（みぽりん）- 木村真那月（）
- 石田夏音（みぽりんの主治医） - 田中美佐子
- 岩瀬（みぽりんの主治医） - 飯田基祐
- 越坂（みぽりんの中学校の担任） - 松田沙紀
- 画材店店員 - 池田鉄洋
- 梅野晃敬- 東新良和
- その他 - 川島潤哉、鈴木米香、藤原令子、横倉拓哉、細谷里絵、茂木利夫、小野村麻郁、利他舞、飯島唯月、澤山薫

### スタッフ
- 脚本：吉本昌弘
- 演出：佐藤東弥
- 音楽：沢田完
- 音楽プロデュース：志田博英
- 特殊メイク：梅沢壮一
- 技術協力：映広
- 制作協力：アバンズゲート
- ロケ協力：川崎市シティセールス、横浜フィルムコミッション、日野映像支援隊、日野市、横浜市立脳血管医療センター、川崎市立川崎病院、世界堂ほか
- シニアチーフクリエイター：櫨山裕子
- 協力プロデューサー：仲野尚之
- プロデューサー：荻野哲弘、難波利昭
- 製作著作：日本テレビ
- 原作：「みぽりんのえくぼ」（岡田典子・作、岡田美穂・画　文芸社刊）

### DVD
バップから2010年10月27日に発売。